# سید داود (قصرشیرین)
سیدداود روستایی در دهستان الوند بخش مرکزی شهرستان قصرشیرین استان کرمانشاه ایران است.

## جمعیت
بر پایه سرشماری عمومی نفوس و مسکن در سال ۱۳۹۵ جمعیت این مکان ۹ نفر (۴خانوار) بوده‌است.